# Грин, Дэвид Эзра
Дэвид Эзра Грин (англ. David Ezra Green) (5 августа 1910, Бруклин Нью-Йорк США — 8 июля 1983) — американский биохимик.

## Биография
Родился Дэвид Грин 5 августа 1910 года в Бруклине, в семье еврейских эмигрантов из России и Восточной Пруссии Хаймана Лейви Грина (1883—1966) и Роуз (Дженни) Мэрроу Грин (1881—1940). Семья отца происходила из Юрбурга, семья матери — из Мемеля и Бреславля. В 1925 году поступил в Нью-Йоркский университет, который окончил в 1930 году, в том же году поступил в Кембриджский университет, который окончил в 1934 году. Администрация Кембриджского университета оставила дипломированного специалиста у себя — с 1934 по 1940 год работал в качестве научного сотрудника. В 1940 году перешёл в Гарвардский университет, где не проработав и года перешёл в Колумбийский университет, где проработал вплоть до 1948 года, при этом совсем недавно в 1947 году он был избран профессором. В 1948 году Дэвид Грин основал, открыл и возглавил Институт по исследованию ферментов при Висконсинском университете и проработал в данной должности 35 лет, т.е до своей смерти.
Скончался Дэвид Грин 8 июля 1983 года, не дожив чуть более месяца до своего 73-летия.

## Научные работы
Основные научные работы посвящены изучению строения и функций мембранных систем и митохондрий, механизма окислительного фосфорилирования.
- 1963 — Показал, что с митохондриями связаны важнейшие процессы, окисления, переноса электронов и окислительного фосфорилирования.
- Расшифровал молекулярные механизмы, лежащие в основе функции митохондрий, которые обеспечивают клетку энергией.

## Членство в обществах
- 1960—83 — Член Американской академии искусств и наук.
- 1962—83 — Член Национальной АН США.
- Член ряда других зарубежных академий наук и научных обществ.

## Награды и премии
- Удостоен ряда научных наград.